# Dee Hoty
Dee Hoty   (Lakewood, 16 d'agost de 1952) és una actriu estatunidenca coneguda pel seu treball al teatre musical. Al llarg de la seva carrera, ha aparegut en nombroses produccions de Broadway i ha obtingut tres nominacions als Premis Tony a la millor actriu en un musical, per The Will Rogers Follies (1991), The Best Little Whorehouse Goes Public (1994), i Footloose (1999).

## Biografia
Natural de Lakewood, Ohio, Hoty va créixer a Cleveland, on va estar activa al seu cor de l'església. Durant l'escola secundària a Lakewood, va descobrir el teatre musical i en va fer a la universitat al Otterbein College.
Hoty es va traslladar a Nova York el juny de 1977 i va començar a desenvolupar una carrera d'actriu professional. (el seu germà, el difunt Tony Hoty, actuava a Godspell per aquella època.) Les seves aparicions a Broadway inclouen Shakespeare's Cabaret, The Five O'Clock Girl (Cora Wainwright), Me and My Girl (Jaqueline Carstone), City of Angels (Carla Haywood/Alaura Kingsley), The Will Rogers Follies (Betty Blake), The Best Little Whorehouse Goes Public (Mona Stangley), Footloose (Vi), i Mamma Mia! (Donna).
D'aquestes aparicions, va rebre nominacions al premi Tony per Footloose!, The Best Little Whorehouse Goes Public i The Will Rogers Follies com a millor actriu en un musical.
Va rebre elogis per la producció de la Paper Mill Playhouse (Milburn, Nova Jersey) del 1998 de Follies, de Stephen Sondheim, interpretant el paper de Phyllis Rogers Stone i enregistrant un àlbum de repartiment ben rebut. La revisora Variety va escriure: "Analitzant les seves opcions a 'Could I Leave You?,', Hoty converteix la cançó en un triomf matrimonial. També és divinament picant en un sofisticat striptease:, 'Ah, But Underneath.' "
Va interpretar a" Mrs. MacAfee "en el revival de Bye Bye Birdie de la Roundabout Theatre del 2009, la tieta Alicia en el revival de Gigi, a Broadway el 2015, i Mama Murphy a l'estrena de Broadway del musical Bright Star de Steve Martin i Edie Brickell.
També ha aparegut en diverses produccions cinematogràfiques i televisives, com ara As the World Turns, Guiding Light, Models Inc., St. Elsewhere, L'equalitzador, Spenser: For Hire, Ryan's Hope, Capital, Law & Order, Law & Order: Criminal Intent, Untold West, i Harry and Walter Go to NY

## Carrera
| Any  | Títol                           | Paper         | Notes   |
| ---- | ------------------------------- | ------------- | ------- |
| 1976 | Harry and Walter Go to New York | Beauty no. 2  |         |
| 1983 | An Uncommon Love                | Martha Lowrie | TV film |
| 1991 | The Will Rogers Follies         | Betty Blake   | TV film |
| 1991 | Age Isn't Everything            | Actress       |         |
| 2008 | The Understudy                  | Diane Kinsman |         |

| Any  | Títol                        | Paper                | Notes                                    |
| ---- | ---------------------------- | -------------------- | ---------------------------------------- |
| 1984 | St. Elsewhere                | Dr. Patricia Meldrum | 2 episodis                               |
| 1985 | It's Your Move               | Terry                | Episodi: "A Woman Is Just a Woman"       |
| 1985 | L'equalitzador               | Hostess              | Episodi: "The Distant Fire"              |
| 1986 | Spenser: For Hire            | Sarah Brown          | Episodi: "One If by Land, Two If by Sea" |
| 1991 | Hi Honey, I'm Home!          | Elaine Duff          | Episodi: "Pilot"                         |
| 1991 | As the World Turns           | Karen Martell        | Episodis from 1991–1992                  |
| 1994 | Models Inc.                  | Gretchen             | Episodi: "Ultimatums Are Us"             |
| 2006 | Law & Order: Criminal Intent | Mrs. Stevens         | Episodi: "Blasters"                      |
| 2008 | Law & Order                  | Judge H. Kifner      | 2 episodis                               |
| 2012 | Elementary                   | Patsy                | Episodi: "The Leviathan"                 |
| 2013 | Smash                        | Director             | Episodi: "The Nominations"               |
| 2014 | Back to Reality              | Dr. Shruvnitz        | Episodi: "The Way of the Future"         |

| Any  | Títol                                  | Paper                          | Notes                                            |
| ---- | -------------------------------------- | ------------------------------ | ------------------------------------------------ |
| 1981 | The Five O'Clock Girl                  | Cora Wainwright                | Broadway                                         |
| 1981 | Shakespeare's Cabaret                  | Dee                            | Broadway                                         |
| 1981 | Barnum                                 | Chairy Barnum                  | Primera gira nacional per Estats Units           |
| 1981 | Ta-Dah!                                | Performer                      | Off-Off-Broadway                                 |
| 1985 | Personals                              | Claire                         | Off-Broadway                                     |
| 1986 | Me and My Girl                         | Lady Jacqueline Carstone       | Broadway                                         |
| 1989 | City of Angels                         | Alaura Kingsley; Carla Haywood | Broadway                                         |
| 1991 | The Will Rogers Follies                | Betty Blake                    | Broadway                                         |
| 1994 | The Best Little Whorehouse Goes Public | Mona Stangley                  | Broadway                                         |
| 1998 | Follies                                | Phyllis Rogers Stone           | Paper Mill Playhouse                             |
| 1998 | Footloose                              | Vi Moore                       | Broadway                                         |
| 2003 | Mamma Mia!                             | Donna Sheridan                 | Broadway; Primera gira nacional per Estats Units |
| 2006 | Doctor Dolittle                        | Emma Fairfax                   | gira nacional per Estats Units                   |
| 2006 | The Night of the Hunter                | Willa Harper                   | New York                                         |
| 2009 | Love, Loss, and What I Wore            | Performer                      | Off-Broadway                                     |
| 2009 | Bye Bye Birdie                         | Mrs. MacAfee                   | Broadway                                         |
| 2010 | 9 to 5: The Musical                    | Violet Newstead                | First US National Tour                           |
| 2015 | Gigi                                   | Aunt Alicia                    | Kennedy Center; Broadway                         |
| 2016 | Bright Star                            | Mama Murphy                    | Broadway                                         |